# Neus Tomàs i Gironi
Neus Tomàs i Gironi   (Lleida, 1973) és una periodista catalana, actual directora adjunta de eldiario.es.
Llicenciada en periodisme per la Universitat Autònoma de Barcelona, és periodista especialitzada en informació política, treballa a cavall de Barcelona i Madrid. Va començar la seva carrera periodística com a redactora a la Cadena Ser. Des de 2003, i durant tres anys, va treballar a la Generalitat de Catalunya com a cap de premsa del conseller Joaquim Nadal i com a directora de l'Oficina del Portaveu del Govern. El 2006 va entrar a treballar a El Periódico de Catalunya, on va coordinar la secció de política i va ser la primera dona que va ser-ne directora adjunta.
Ha sigut directora del diari Catalunya Plural i subdirectora de eldiario.es. És una de les autores del llibre Tota la veritat. Actualment (2024) és directora adjunta a eldiario.es i responsable de la delegació a Catalunya. Ha col·laborat com a analista política a diversos mitjans de comunicació com TV3, La Sexta, Catalunya Ràdio, RAC1 i la Cadena Ser.